# علی‌آباد (گله‌زن)
علی‌آباد یک منطقهٔ مسکونی در ایران است که در دهستان گله‌زن شهرستان خمین واقع شده‌است. علی‌آباد ۳۹ نفر جمعیت دارد.